# Phora postrema
Phora postrema är en tvåvingeart som beskrevs av Borgmeier 1963. Phora postrema ingår i släktet Phora och familjen puckelflugor. Inga underarter finns listade i Catalogue of Life.